# Közönséges ördögcérna
A közönséges ördögcérna (Lycium barbarum) a burgonyafélék családjába tartozó lombhullató cserje. Közép-Kínából származik, de Európában sokfelé meghonosodott. Termése goji bogyó néven is ismert (ami a kínai ördögcérna termését is egyaránt jelenti), a hagyományos kínai gyógyászat alkalmazza, valamint a világ más tájain kivonataiból étrendkiegészítők készülnek. Kínában nagy mennyiségben termesztik a terméséért.

## Élőhelye
Szárazságtűrő, szívósnak tekinthető növény. Elviseli a szennyezett levegőt és a köves, törmelékes vagy szikes talajt. Mivel tarackol, alkalmas rézsűk megkötésére. Igényes díszkertbe azonban nem ajánlott.

## Leírása
2–3 m magasra nő, tövises ágai ívesen lehajlanak. Lándzsás vagy keskeny hosszúkás levelei nyélbe keskenyedők, kopaszok, 2–10 cm hosszúak. Virágai kezdetben kékeslilák, majd világosbarnák. Májustól szeptemberig folyamatosan virágzik. Termése 1–2 cm-es hosszúkás vörös bogyó, lombhullás után is díszít.

## Kórokozói, kártevői
Megjelenhet rajta lisztharmat (Microsphaera mougeotii), és zöld őszibarack-levéltetű (Myzus persicae). Ez utóbbi a vadon növő példányokról átkerülhet a gyümölcsültetvények növényeire.